# Proces szachtyński

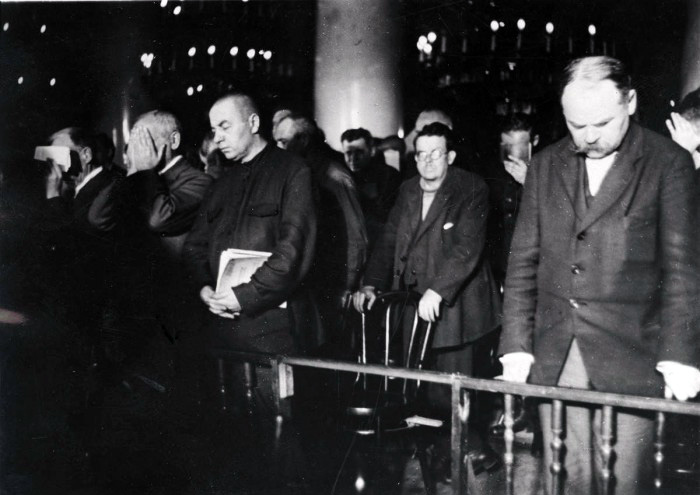
Proces szachtyński

Proces szachtyński – jeden z pierwszych wielkich procesów pokazowych w ZSRR, przeprowadzony w 1928 roku.
W procesie tym sądzono 53 inżynierów i techników górniczych, pracujących w rejonie szachtyńskim Donbasu. Zostali oni aresztowani w marcu 1928 roku, i oskarżeni o szkodnictwo, sabotaż, utrzymywanie przestępczych kontaktów z dawnymi właścicielami kopalni, oraz o przynależność do "kontrrewolucyjnej organizacji", która jakoby działała w latach 1922-1928 i otrzymywała rozkazy od tzw. "paryskiego centrum".  
Proces odbył się od 18 maja do 6 lipca 1928 w Moskwie. Sądowi przewodniczył Andriej Wyszynski, prokuratorem był Nikołaj Krylenko. W wyniku procesu zwolniono od zarzutów 4 aresztowanych, 4 otrzymało wyroki w zawieszeniu, 11 osób zostało skazanych na karę śmierci (wykonano 5 wyroków, 6 zamieniono wyrok na długoletnie więzienie). Reszta sądzonych otrzymała wyroki więzienia od 4 do 10 lat.
Radzieckie władze wykorzystały ten proces do propagandowego zmniejszenia zaufania do "burżuazyjnych specjalistów", oraz do zamaskowania niewydolności radzieckiej gospodarki. Proces ten był również początkiem rozprawy z polityką ukrainizacji w USRR. Doświadczenia zdobyte w tym procesie posłużyły do zorganizowania procesu tzw. Związku Wyzwolenia Ukrainy.